# استان کوتروو
استان کوتروو (به اسپانیایی: Provincia de Cutervo) یک استان در پرو است که در منطقه کاخامارکا واقع شده‌است. استان کوتروو ۳٬۰۲۸٫۴۶ کیلومتر مربع مساحت و ۱۴۲٬۵۳۳ نفر جمعیت دارد.